# Limothrips angulicornis
Limothrips angulicornis är en insektsart som beskrevs av Jablonowski 1894. Limothrips angulicornis ingår i släktet Limothrips och familjen smaltripsar. Inga underarter finns listade i Catalogue of Life.